# Габриелев, Евгений Миронович
Евгений Габриелев (род. 3 июня 1957, Томилино, Московская область, СССР) — советский и российский художник, фотограф и художник-иллюстратор.

## Биография
Евгений Габриелев родился в посёлке Томилино, Московской области.
В 1979 году окончил институт им. С. А. Герасимова (ВГИК).
Член союза художников России (с 1984 г.).
Работы находятся в Русском музее, Санкт-Петербург, в корпоративных коллекциях Европы, США и Канады.

## Избранные проекты
- "Pic & Stich",  HMS President[англ.], Лондон.[1]
- «Holidays», Holly Blossom Tempel, Art foundation, Торонто, Канада.
- «Forgotten Dream», MEG, Торонто, Канада.
- «В поисках русской харизмы» из серии «Искусство и Власть», музей им. В. А. Тропинина, Москва.[2][3]
- «Transgression», Музей Востока, Москва.
- «Сон незнакомца», галерея «Ковчег», Москва.[4]
- “Искусство современной фотографии. Россия, Украина, Беларусь», Центральный дом художника.
- «New», The New York Hilton & Towers, Нью-Йорк.
- «Они разные», галерея «Арт Модерн», Москва.[5]

## Книги (Макет, Дизайн)
Книжные проекты были представлены на международных книжных ярмарках во Франкфурте (Франкфуртская книжная ярмарка), и в Москве (международная ярмарка интеллектуальной литературы в ЦДХ «Non/fiction»).
- Визуальная концепция и дизайн серии «Очерки визуальности» с 2003 года (более 40 изданий), издательство НЛО («Новое Литературное Обозрение»), Москва.
- Дизайн изданий Дмитрия Быкова «ЖД» (2006, 2007, 2008), М.: издательство «Вагриус», ISBN 5-9697-0260-9, и «ЖД рассказы» (2007, 2014) — сборник рассказов, «Вагриус». ISBN 978-5-9697-0504-3.